# La cintura (film)
La cintura è un film del 1989, diretto da Giuliana Gamba e tratto da un testo teatrale di Alberto Moravia.

## Trama
Bianca è una ragazza che ha subìto un trauma nell'infanzia e per fare l'amore ha bisogno di essere picchiata. Un docente statunitense di italiano, Vittorio, la asseconda con una cintura.